# Setodes arenatus
Setodes arenatus är en nattsländeart som beskrevs av Ralph W. Holzenthal 1982. Setodes arenatus ingår i släktet Setodes och familjen långhornssländor. Inga underarter finns listade i Catalogue of Life.